# Anay García
Anay García Pozo (Pinar del Río, 27 aprile 1994) è una cestista cubana.

## Carriera
Con Cuba ha disputato due edizioni dei Campionati americani (2017, 2019).